# Chipre en los Juegos Paralímpicos de Pekín 2008
Chipre estuvo representado en los Juegos Paralímpicos de Pekín 2008 por cuatro deportistas, tres hombres y una mujer.

## Medallistas
El equipo paralímpico chipriota obtuvo las siguientes medallas:
| Nombre               | Deporte   | Evento                      |
| -------------------- | --------- | --------------------------- |
| Oro                  |           |                             |
| Karolina Pelendritou | Natación  | 100 m braza SB12 femenino   |
| Plata                |           |                             |
| Antonis Aresti       | Atletismo | 200 m T46 masculino         |
| Antonis Aresti       | Atletismo | 400 m T46 masculino         |
| Bronce               |           |                             |
| Karolina Pelendritou | Natación  | 200 m estilos SM12 femenino |